# Сафферн (Нью-Йорк)
Сафферн (англ. Suffern) — селище (англ. village) в США, в окрузі Рокленд штату Нью-Йорк. Населення — 11 441 особа (2020).

## Географія
Сафферн розташований за координатами 41°6′43″ пн. ш. 74°8′29″ зх. д. / 41.11194° пн. ш. 74.14139° зх. д. (41.111984, -74.141367).  За даними Бюро перепису населення США в 2010 році селище мало площу 5,48 км², з яких 5,41 км² — суходіл та 0,07 км² — водойми.

## Демографія
Згідно з переписом 2010 року, у селищі мешкали 10 723 особи в 4534 домогосподарствах у складі 2664 родин. Густота населення становила 1956 осіб/км².  Було 4879 помешкань (890/км²).
Расовий склад населення:
| - 79,3 % — білих - 5,5 % — азіатів - 4,6 % — чорних або афроамериканців - 0,3 % — корінних американців - 8,1 % — осіб інших рас |

До двох чи більше рас належало 2,2 %. Частка іспаномовних становила 17,9 % від усіх жителів.
За віковим діапазоном населення розподілялося таким чином: 19,7 % — особи молодші 18 років, 63,2 % — особи у віці 18—64 років, 17,1 % — особи у віці 65 років та старші. Медіана віку мешканця становила 41,6 року. На 100 осіб жіночої статі у селищі припадало 94,6 чоловіків;  на 100 жінок у віці від 18 років та старших — 91,8 чоловіків також старших 18 років.
Середній дохід на одне домашнє господарство  становив 92 320 доларів США (медіана — 81 661), а середній дохід на одну сім'ю — 106 243 долари (медіана — 94 321). Медіана доходів становила 65 540 доларів для чоловіків та 55 008 доларів для жінок. За межею бідності перебувало 7,6 % осіб, у тому числі 11,4 % дітей у віці до 18 років та 4,4 % осіб у віці 65 років та старших.
Цивільне працевлаштоване населення становило 5761 особа. Основні галузі зайнятості: освіта, охорона здоров'я та соціальна допомога — 27,8 %, науковці, спеціалісти, менеджери — 12,7 %, роздрібна торгівля — 12,4 %.